# Мало Диомедово острво
Мало Диомедово острво (енгл. Little Diomede Island, на језику старосједилаца Ignaluk; некадашњи назив Крузенштерново острво) је мање од два Диомедова острва која се налазе у средини Беринговог мореуза. Велико Диомедово острво, које се налази у Русији, је од острва удаљено мање од 4 km. Острво је 1 km удаљено од Међународне датумске границе и око 40 km од сјеверноамеричког копна. Највиши врх острва је висок 494 m, и на острву живи 135 становника.